# Oberstenfeld
Oberstenfeld là một thị xã ở huyện Ludwigsburg thuộc bang Baden-Württemberg nước Đức. Đô thị này có diện tích km², dân số thời điểm ngày 31 tháng 12 năm 2006 là người. Đô thị này tọa lạc about 40 km về phía bắc của Stuttgart.